# قره‌آغاج (سولواووا)
قره‌آغاج (به ترکی استانبولی: Karaağaç) یک منطقهٔ مسکونی در ترکیه است که در سولواووا واقع شده‌است.